# Хејзелтон (Индијана)
Хејзелтон (енгл. Hazleton) град је у америчкој савезној држави Индијана.

## Демографија
По попису из 2010. године број становника је 263, што је 25 (-8,7%) становника мање него 2000. године.
| Група             | 2000.       | 2010.       |
| Белци             | 280 (97,2%) | 255 (97,0%) |
| Афроамериканци    | 0 (0,0%)    | 6 (2,3%)    |
| Азијати           | 0 (0,0%)    | 0 (0,0%)    |
| Хиспаноамериканци | 0 (0,0%)    | 1 (0,4%)    |
| Укупно            | 288         | 263         |